# Canada Life Centre
Cet article traite de l’amphithéâtre à Winnipeg. Pour l'amphithéâtre à Montréal, voir Centre Bell
Le Canada Life Centre est une salle omnisports située à Winnipeg, dans le Manitoba au Canada. Sa capacité est de 15 321 places pour le hockey sur glace dont 46 suites de luxe, 2 party suites et 936 sièges de club.
De 2004 à 2011, son premier locataire est le Moose du Manitoba (Ligue américaine de hockey). Le déménagement des Thrashers d'Atlanta au MTS Centre en 2012 força le déménagement du Moose à Saint-Jean.
Les locataires actuels sont les Jets de Winnipeg de la Ligue nationale de hockey. Il est actuellement le plus petit amphithéâtre de la LNH.

## Histoire
Depuis le départ des Jets vers l'Arizona au printemps 1996, le Winnipeg Arena est beaucoup trop vétuste pour poursuivre ses activités, la ville et le groupe True North ont décidé de construire un nouvel aréna afin de le remplacer. 
Ouvert en 2004, le Moose du Manitoba est le premier locataire de cet édifice pouvant accueillir jusqu'à peine 15 000 spectateurs. L'amphithéâtre a moins de places que celui qui l'a précédé avec ses 15 395 places.
Avec le retour de la Ligue nationale de hockey et de la seconde édition des Jets (anciennement les Thrashers d'Atlanta), les partisans sont très bruyants et forts nombreux aux matchs à domicile des Jets qui ont tous été présentés à guichet fermé avec une moyenne de 15004 spectateurs.
Le 30 mai 2017, le MTS Centre devient le Bell MTS Place à la suite de l'acquisition par Bell de MTS en mars 2017.

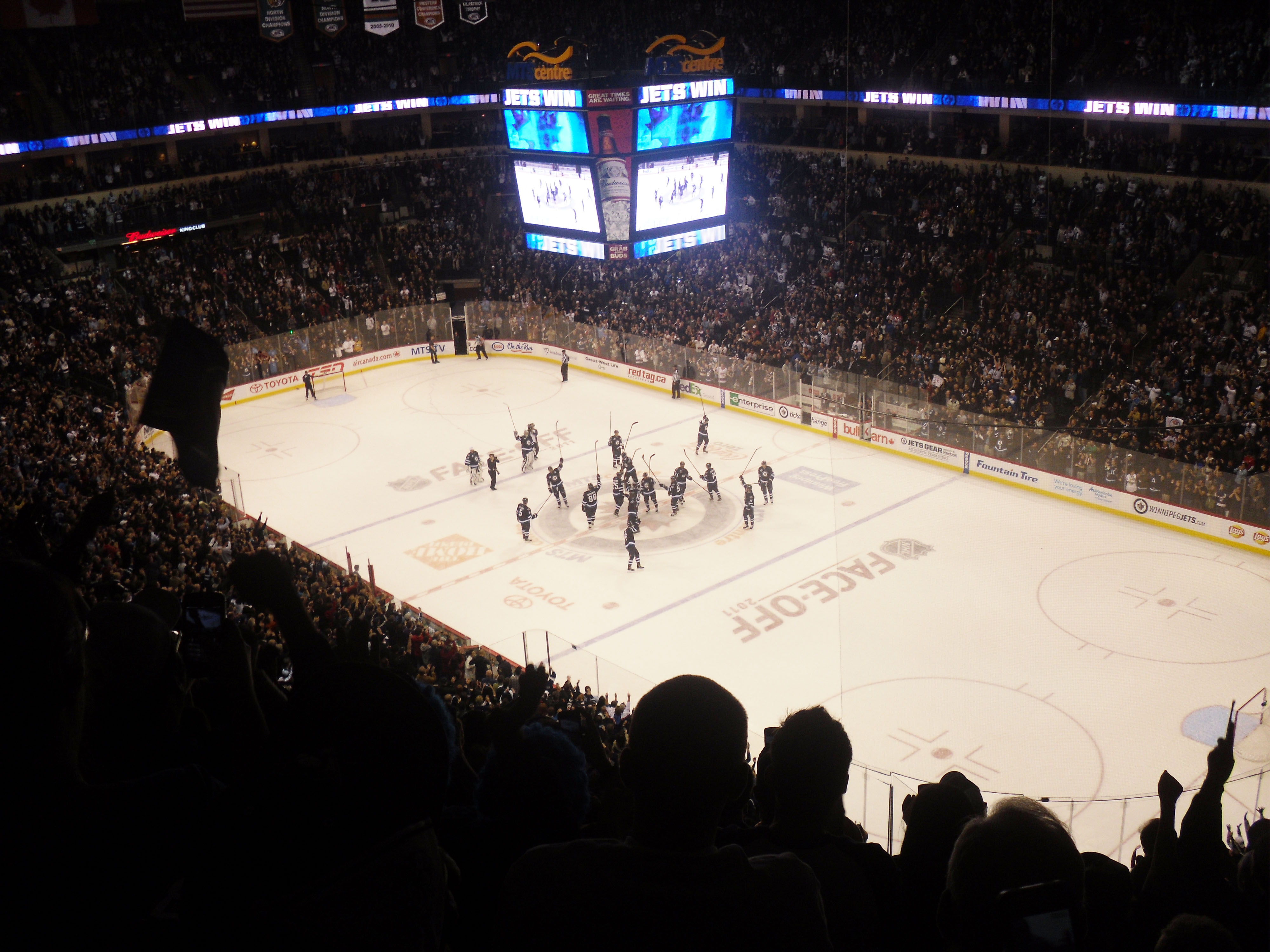
L'intérieur du Bell MTS Place en 2013, l'actuel Canada Life Centre.

Le 1er juillet 2021, le Bell MTS Place change de nom pour devenir le Canada Life Centre. Ce changement survient à la suite d'une entente de 10 ans entre le propriétaire de l'équipe et la compagnie d'assurance.

## Événements
- Un Match de la Super Série 2007, 4 septembre 2007
- Concert de Taylor Swift de sa tournée Fearless Tour, 11 juillet 2009
- Concert de Rihanna pour sa tournée Loud Tour, le 18 juin 2011
- Concert de Britney Spears pour sa tournée Femme Fatale Tour le 4 juillet 2011
- Concert de Rammstein le 10 mai 2012, dans la tournée Made In Germany 1995-2011
- Concert de Rihanna dans le cadre de sa tournée Diamonds World Tour, le 25 mars 2013
- Concert de Lady Gaga (artRAVE : The ARTPOP Ball), 22 mai 2014